# Kapitalumschlag
Unter Kapitalumschlag (auch kurz „Umschlag“ genannt) versteht man in der Wirtschaftstheorie den Gesamtprozess von der Kapitalanlage bis zur Rückkehr in Geldform des um den Mehrwert vermehrten angewandten Kapitals zum Unternehmer. Zu unterscheiden ist dabei
1. der (kürzere) Umschlag der Kapitalbestandteile (der häufig auch „Kapitalumschlag“ genannt wird), dann rechnet er von der Anlage des Zirkulationskapitals zum Beginn der Produktionszeit bis zur Rückkehr in Geldform zum Unternehmer am Ende der „Verkaufzeit“ [= Umlaufzeit der Ware + Wertzirkulationszeit] und
2. der (längere) Umschlag des Gesamtkapitals, dann rechnet er von der Anlage des Gesamtkapitals bis zum Ende der Abschreibungszeit.

## Der Umschlag der Kapitalbestandteile
Er ist wesentlich kürzer als der Umschlag des Gesamtkapitals. Seine tatsächliche Länge richtet sich grundsätzlich (neben den Besonderheiten der einzelnen Kapitale) danach, welche Art Ware produziert wird:
- eine diskrete Ware [= zählbare Menge] oder
- eine kontinuierliche Ware [= messbare Masse],

und im ersten Fall danach, innerhalb welcher Zeit welche Menge produziert wird. Im Maschinenbau wird für die Produktion einer Maschine längere Zeit benötigt als in der Glühlampenproduktion für die Produktion einer Glühlampe, dies bedingt natürlich bei beiden verschiedene Umschlagzeiten. In jedem Fall setzt sich aber der Umschlag der Kapitalbestandteile zusammen aus:
- der Produktionszeit, die selbst wieder bestehen kann aus
1. der Arbeitszeit [= dem unmittelbaren Arbeitsprozess] und
2. der Reifezeit [= einer technisch bedingten Unterbrechung des Prozesses], sowie
- der Zirkulationszeit, die selbst wieder besteht aus
1. der von Marx „Verkaufszeit“ genannten Zeiteinheit, die ihrerseits besteht aus:
  - der Umlaufzeit der Waren [= Lager und Transport] und
  - der Wertzirkulationszeit der Tauschwerte [= Zahlungsfristen, Überweisungszeiten],

2. der von Marx „Kaufzeit“ genannten Zeiteinheit am Beginn eines neuen Umschlages der Kapitalbestandteile, zu der der Unternehmer neues Rohmaterial und Hilfsstoffe ordern muss, die auch erst angeliefert werden müssen, bevor die Produktion fortgesetzt werden kann. In seiner „Einleitung zur Kritik der politischen Ökonomie“ rechnete er die Kaufzeit aber der Produktion, nicht der Zirkulation zu:
„Es ist erstens klar, daß der Austausch von Tätigkeiten und Fähigkeiten, der in der Produktion selbst geschieht, direkt zu ihr gehört und sie wesentlich ausmacht. Dasselbe gilt zweitens vom Austausch der Produkte, soweit er zur Herstellung des fertigen, für die unmittelbare Konsumtion bestimmten Produkts Mittel ist. Soweit ist der Austausch selbst in der Produktion einbegriffner Akt.“

Zur Reifezeit siehe Karl Marx „Das Kapital“ Band II (MEW 24), Seite 188 (Text redigiert):
„Andere Unterschiede im Umschlag des zirkulierenden Kapitals entstehen, sobald einzelne Elemente desselben länger als andere in einem Vorstadium des Produktionsprozesses (Austrocknung von Holz usw.) verharren müssen.“
Dasselbe gilt natürlich auch, wenn es sich um ein Stadium innerhalb des Produktionsprozesses handelt, siehe Karl Marx „Das Kapital“ Band II (MEW 24), Seite 125 (Text redigiert und in spitzen Klammern Einfügungen):
„Aber der Produktionsprozess kann selbst Unterbrechungen des Arbeitsprozesses und daher der Arbeitszeit bedingen, Zwischenräume, in denen der Arbeitsgegenstand der Einwirkung physischer, <chemischer oder biologischer> Prozesse ohne weitere Zutat menschlicher Arbeit ausgesetzt wird. Der Produktionsprozess – daher <auch> die Funktion der Produktionsmittel – dauert in diesem Fall an, obgleich der Arbeitsprozess, – und daher die Funktion der Produktionsmittel als Arbeitsmittel – unterbrochen ist. So z. B. beim Korn, das gesät ist, beim Wein, der im Keller gärt, <beim> Arbeitsmaterial vieler Manufakturen – wie z. B. Gerbereien – das chemischen Prozessen ausgesetzt wird. Die Produktionszeit ist hier größer als die Arbeitszeit. Die Differenz beider besteht in einem Überschuss der Produktionszeit über die Arbeitszeit. Dieser Überschuss beruht stets darauf,
- dass sich produktives Kapital latent im Produktionsbereich befindet, ohne im Produktionsprozess selbst zu fungieren,
- oder dass es im Produktionsprozess fungiert, ohne sich im Arbeitsprozess zu befinden.“

Der Umschlag der Kapitalbestandteile kann daher verkürzt werden durch:
1. die Verkürzung der zur Produktion einer Ware nötigen Arbeitszeit (durch technische Änderungen des Produktionsprozesses),
2. die Verkürzung der Reifezeit (durch technische Änderungen oder Verfahrensänderungen des Produktionsprozesses),
3. die Verkürzung der Verkaufszeit [= Umlaufzeit der Waren und/oder der Wertzirkulationszeit] (durch kürzere Lagerzeiten, kürzere Transportwege und/oder schnellere Transportmittel, kürzere Zahlungsfristen und/oder Überweisungszeiten),
4. die Verkürzung der Kaufzeit (durch kürzere Lieferfristen).

## Der Umschlag des Gesamtkapitals
Der Umschlag des Gesamtkapitals ist wesentlich länger als der der Kapitalbestandteile und setzt sich zusammen aus:
- der Umschlagszeit des fixen konstanten Kapitals, bestehend aus dem einmaligen Umschlag während der Abschreibungszeit und
- der Anzahl der Umschläge der Kapitalbestandteile während der Abschreibungszeit (sie ergibt sich durch die Abschreibungszeit dividiert durch die Umschlagszeit der Kapitalbestandteile).

Auf dieser Grundlage lässt sich der Gesamtprofit und die Gesamtprofitrate des Gesamtkapitals berechnen.
Der Umschlag des Gesamtkapitals lässt sich verkürzen durch:
1. die Verkürzung der Umschlagszeit der Kapitalbestandteile (siehe oben) oder
2. die Erweiterung der Produktion durch Verlängerung der Arbeitszeit der Arbeiter (durch Überstunden oder Schichtarbeit).
  - Wird die Umschlagszeit der Kapitalbestandteile verkürzt, so wird in derselben Zeit mehr produziert, damit auch in derselben Zeit mehr Wert des Landes, der Bauten und der Maschinerie (also des fixen konstanten Kapitals) auf die Ware übertragen, dieser Wert also schneller „amortisiert“, das Gesamtkapital also schneller „abgeschrieben“, das heißt: umgeschlagen.
  - Wird die Arbeitszeit verlängert, so geschieht das Gleiche, wobei der Unterschied von Überstunden und der Einführung von Schichtarbeit allein das Ausmaß der Verkürzung des Umschlags des Gesamtkapitals regelt.

Am Ende des Umschlags des Gesamtkapitals findet die einfache oder erweiterte Reproduktion des Kapitals statt.

## Auswirkungen
1. Der Umschlag der Kapitalbestandteile hat Einfluss auf die Höhe des Profits,
2. der Umschlag des Gesamtkapitals hat Einfluss auf die Schnelligkeit der Akkumulation.

Wenn von zwei Kapitalen von gleicher Größe und Zusammensetzung eines seine Kapitalbestandteile doppelt so schnell umschlägt,
- erzielt es in derselben Zeit den doppelten Profit,
- halbiert es die Abschreibungszeit des fixen konstanten Kapitals,
- damit die Umschlagszeit des Gesamtkapitals und
- kann in der Hälfte der Zeit des anderen Kapital akkumulieren (siehe Konkurrenzarten).

Für die Arbeiter im Produktionsbereich ergibt sich
1. aus der Verkürzung des Umschlags der Kapitalbestandteile eine höhere Arbeitsintensität,
2. aus dem Interesse des Unternehmers an der Verkürzung des Umschlags des Gesamtkapitals eine Verlängerung der Arbeitszeit durch Überstunden und/oder Schichtarbeit.